# Cercospora zinniae
Cercospora zinniae är en svampart som beskrevs av Ellis & G. Martin 1885. Cercospora zinniae ingår i släktet Cercospora och familjen Mycosphaerellaceae.   Inga underarter finns listade i Catalogue of Life.